# Samuel Frederick Gray
Pour les articles homonymes, voir Gray.
Samuel Frederick Gray est un botaniste et un pharmacien britannique, né en 1766 et mort en 1828.
Il est le père de deux grands naturalistes : John Edward Gray (1800-1875) et George Robert Gray (1808-1872). Outre son A Natural Arrangement of British Plants, according to their relations to each other ... With an introduction to Botany, in which the terms newly introduced are explained. (Londres, deux volumes, 1821), on lui doit quelques publications sur la pharmacopée et les coquillages avec J.E. Gray.

## Œuvres
- A supplement to the pharmacopoeias (Underwoods, Longman & Rees, Londres, 1818-1847).
- A natural arrangement of British plant. (Baldwin, Cradock & Joy, Londres, 1821)
- The elements of pharmacy and of the chemical history of the materia medica (Londres, 1823).
- The operative chemist (Hurst & Chance, Londres, 1828-1831).
- Traité pratique de chimie appliquée aux arts et manufactures, à l'hygiène et à l'économie domestique (Anselin, Paris 1828-1829).
- The chemistry of the arts (Carey & Lea, Philadelphie, 1830).